# Giải bóng đá Ngoại hạng Anh 2023–24
Giải bóng đá Ngoại hạng Anh 2023–24 (Premier League 2023–24) là mùa giải thứ 32 của Premier League và là mùa giải thứ 125 của hạng đấu cao nhất bóng đá Anh nói chung. Lịch thi đấu được công bố vào ngày 15 tháng 6 năm 2023 lúc 09:00 BST. Manchester City, nhà đương kim vô địch, đã giành chức vô địch thứ tư liên tiếp và trở thành đội bóng nam đầu tiên trong lịch sử giải đấu Anh đạt được thành tích này.
Mùa giải này là mùa giải thứ ba có kỳ nghỉ đông, không có trận đấu nào của Premier League được lên lịch từ ngày 14 đến ngày 30 tháng 1 năm 2024. Premier League xác nhận rằng kỳ chuyển nhượng mùa hè mở vào ngày 14 tháng 6 năm 2023 và đóng cửa lúc 23:00 BST ngày 1 tháng 9 năm 2023. Kỳ chuyển nhượng mùa đông của Premier League mở vào ngày 1 tháng 1 năm 2024 và đóng cửa lúc 23:00 GMT ngày 1 tháng 2 năm 2024.
Số bàn thắng của mùa giải là kỷ lục mọi thời đại với 1.246 bàn thắng được ghi (trung bình 3,28 bàn mỗi trận), phá kỷ lục trước đó là 1.222 bàn ở mùa giải 1992–93, mùa giải có 42 trận thay vì 38 trận hiện nay. Lần đầu tiên kể từ mùa giải 1997–98, cả ba đội mới thăng hạng đều xuống hạng (Sheffield United, Burnley và Luton Town) với số điểm tổng cộng là 66 điểm. Ngược lại, Nottingham Forest đã phá kỷ lục trụ hạng với số điểm thấp nhất (32 điểm), phá kỷ lục trước đó (34 điểm) của West Bromwich Albion vào mùa giải 2004–05.

## Các đội bóng
20 đội bóng cạnh tranh ở giải đấu – 17 đội đứng đầu từ mùa giải trước và 3 đội thăng hạng từ Championship. Các đội thăng hạng là Burnley, Sheffield United và Luton Town, các đội bóng trở lại sau khi vắng bóng lần lượt 1, 2 và 31 năm ở hạng đấu này. Đây cũng sẽ là mùa giải đầu tiên của Luton Town tại Premier League. Với việc thăng hạng, Luton Town sẽ trở thành đội đầu tiên thăng hạng từ hạng không thuộc giải đấu lên hạng cao nhất trong kỷ nguyên Premier League. Ba đội bóng trên thay thế Leicester City (xuống hạng sau 9 năm ở hạng đấu cao nhất), Leeds United (xuống hạng sau 3 năm ở hạng đấu cao nhất) và Southampton (xuống hạng sau 11 năm ở hạng đấu cao nhất).

### Sân vận động và địa điểm
Ghi chú: Bảng liệt kê theo thứ tự bảng chữ cái.
| Đội                     | Địa điểm                  | Sân vận động                      | Sức chứa |
| ----------------------- | ------------------------- | --------------------------------- | -------- |
| Arsenal                 | Luân Đôn (Holloway)       | Sân vận động Emirates             | 60.704   |
| Aston Villa             | Birmingham                | Sân vận động Villa Park           | 42.657   |
| Bournemouth             | Bournemouth               | Sân vận động Dean Court           | 11.307   |
| Brentford               | Luân Đôn (Brentford)      | Sân vận động Cộng đồng Brentford  | 17.250   |
| Brighton & Hove Albion  | Falmer                    | Sân vận động Falmer               | 31.876   |
| Burnley                 | Burnley                   | Sân vận động Turf Moor            | 21.944   |
| Chelsea                 | Luân Đôn (Fulham)         | Sân vận động Stamford Bridge      | 40.173   |
| Crystal Palace          | Luân Đôn (Selhurst)       | Sân vận động Selhurst Park        | 25.486   |
| Everton                 | Liverpool (Walton)        | Sân vận động Goodison Park        | 39.414   |
| Fulham                  | Luân Đôn (Fulham)         | Sân vận động Craven Cottage       | 24.500   |
| Liverpool               | Liverpool (Anfield)       | Sân vận động Anfield              | 61.276   |
| Luton Town              | Luton                     | Kenilworth Road                   | 12.000   |
| Manchester City         | Manchester (Bradford)     | Sân vận động Thành phố Manchester | 53.400   |
| Manchester United       | Manchester (Old Trafford) | Sân vận động Old Trafford         | 74.031   |
| Newcastle United        | Newcastle upon Tyne       | Sân vận động St James' Park       | 52.257   |
| Nottingham Forest       | West Bridgford            | Sân vận động City Ground          | 30.404   |
| Sheffield United        | Sheffield                 | Sân vận động Bramall Lane         | 32.050   |
| Tottenham Hotspur       | Luân Đôn (Tottenham)      | Sân vận động Tottenham Hotspur    | 62.850   |
| West Ham United         | Luân Đôn (Stratford)      | Sân vận động Luân Đôn             | 62.500   |
| Wolverhampton Wanderers | Wolverhampton             | Sân vận động Molineux             | 31.750   |

### Nhân sự và trang phục
| Đội                     | Huấn luyện viên     | Đội trưởng         | Nhà sản xuất trang phục | Nhà tài trợ áo đấu (ngực) | Nhà tài trợ áo đấu (tay áo) |
| ----------------------- | ------------------- | ------------------ | ----------------------- | ------------------------- | --------------------------- |
| Arsenal                 | Mikel Arteta        | Martin Ødegaard    | Adidas                  | Emirates                  | Visit Rwanda                |
| Aston Villa             | Unai Emery          | John McGinn        | Castore                 | BK8                       | Trade Nation                |
| Bournemouth             | Andoni Iraola       | Neto               | Umbro                   | Dafabet                   | DeWalt                      |
| Brentford               | Thomas Frank        | Christian Nørgaard | Umbro                   | Hollywoodbets             | PensionBee                  |
| Brighton & Hove Albion  | Roberto De Zerbi    | Lewis Dunk         | Nike                    | American Express          | SnickersUK.com              |
| Burnley                 | Vincent Kompany     | Jack Cork          | Umbro                   | W88                       | Uphold                      |
| Chelsea                 | Mauricio Pochettino | Reece James        | Nike                    | Infinite Athlete          | BingX                       |
| Crystal Palace          | Oliver Glasner      | Joel Ward          | Macron                  | Cinch                     | Kaiyun Sports               |
| Everton                 | Sean Dyche          | Séamus Coleman     | Hummel                  | Stake.com                 | KICK                        |
| Fulham                  | Marco Silva         | Tom Cairney        | Adidas                  | SBOTOP                    | WebBeds                     |
| Liverpool               | Jürgen Klopp        | Virgil van Dijk    | Nike                    | Standard Chartered        | Expedia                     |
| Luton Town              | Rob Edwards         | Tom Lockyer        | Umbro                   | Utilita                   | Free Now                    |
| Manchester City         | Pep Guardiola       | Kyle Walker        | Puma                    | Etihad Airways            | OKX                         |
| Manchester United       | Erik ten Hag        | Bruno Fernandes    | Adidas                  | TeamViewer                | DXC Technology              |
| Newcastle United        | Eddie Howe          | Jamaal Lascelles   | Castore                 | Sela                      | Noon                        |
| Nottingham Forest       | Nuno Espírito Santo | Ryan Yates         | Adidas                  | Kaiyun Sports             | Ideagen                     |
| Sheffield United        | Chris Wilder        | John Egan          | Erreà                   | CFI Financial Group       | Gtech                       |
| Tottenham Hotspur       | Ange Postecoglou    | Son Heung-Min      | Nike                    | AIA                       | Cinch                       |
| West Ham United         | David Moyes         | Kurt Zouma         | Umbro                   | Betway                    | JD Sports                   |
| Wolverhampton Wanderers | Gary O'Neil         | Max Kilman         | Castore                 | AstroPay                  | 6686 Sports                 |

### Thay đổi huấn luyện viên
| Đội                     | Huấn luyện viên ra đi | Lý do ra đi                       | Ngày ra đi           | Thời điểm mùa giải | Huấn luyện viên đến | Ngày ký              |
| ----------------------- | --------------------- | --------------------------------- | -------------------- | ------------------ | ------------------- | -------------------- |
| Chelsea                 | Frank Lampard         | Kết thúc huấn luyện viên tạm thời | 28 tháng 5 2023      | Trước mùa giải     | Mauricio Pochettino | 29 tháng 5 2023      |
| Tottenham Hotspur       | Ryan Mason            | Kết thúc huấn luyện viên tạm thời | 28 tháng 5 2023      | Trước mùa giải     | Ange Postecoglou    | 6 tháng 6 2023       |
| Bournemouth             | Gary O'Neil           | Sa thải                           | 28 tháng 5 2023      | Trước mùa giải     | Andoni Iraola       | 19 tháng 6 2023      |
| Wolverhampton Wanderers | Julen Lopetegui       | Sự đồng thuận                     | 8 tháng 8 2023       | Trước mùa giải     | Gary O'Neil         | 9 tháng 8 2023       |
| Sheffield United        | Paul Heckingbottom    | Sa thải                           | 5 tháng 12 2023      | Thứ 20             | Chris Wilder        | 5 tháng 12 2023      |
| Nottingham Forest       | Steve Cooper          | Sa thải                           | 19 tháng 12 năm 2023 | Thứ 17             | Nuno Espírito Santo | 20 tháng 12 năm 2023 |
| Crystal Palace          | Roy Hodgson           | Từ chức                           | 19 tháng 2 năm 2024  | Thứ 16             | Oliver Glasner      | 19 tháng 2 năm 2024  |

## Bảng xếp hạng
| VT | Đội                     | ST | T  | H  | B  | BT | BB  | HS  | Đ  | Giành quyền tham dự hoặc xuống hạng     |
| -- | ----------------------- | -- | -- | -- | -- | -- | --- | --- | -- | --------------------------------------- |
| 1  | Manchester City (C)     | 38 | 28 | 7  | 3  | 96 | 34  | +62 | 91 | Lọt vào vòng đấu hạng Champions League  |
| 2  | Arsenal                 | 38 | 28 | 5  | 5  | 91 | 29  | +62 | 89 | Lọt vào vòng đấu hạng Champions League  |
| 3  | Liverpool               | 38 | 24 | 10 | 4  | 86 | 41  | +45 | 82 | Lọt vào vòng đấu hạng Champions League  |
| 4  | Aston Villa             | 38 | 20 | 8  | 10 | 76 | 61  | +15 | 68 | Lọt vào vòng đấu hạng Champions League  |
| 5  | Tottenham Hotspur       | 38 | 20 | 6  | 12 | 74 | 61  | +13 | 66 | Lọt vào vòng đấu hạng Europa League     |
| 6  | Chelsea                 | 38 | 18 | 9  | 11 | 77 | 63  | +14 | 63 | Lọt vào vòng play-off Conference League |
| 7  | Newcastle United        | 38 | 18 | 6  | 14 | 85 | 62  | +23 | 60 |                                         |
| 8  | Manchester United       | 38 | 18 | 6  | 14 | 57 | 58  | −1  | 60 | Lọt vào vòng đấu hạng Europa League     |
| 9  | West Ham United         | 38 | 14 | 10 | 14 | 60 | 74  | −14 | 52 |                                         |
| 10 | Brighton & Hove Albion  | 38 | 12 | 12 | 14 | 55 | 62  | −7  | 48 |                                         |
| 11 | Bournemouth             | 38 | 13 | 9  | 16 | 54 | 67  | −13 | 48 |                                         |
| 12 | Crystal Palace          | 38 | 13 | 10 | 15 | 57 | 58  | −1  | 49 |                                         |
| 13 | Wolverhampton Wanderers | 38 | 13 | 7  | 18 | 50 | 65  | −15 | 46 |                                         |
| 14 | Fulham                  | 38 | 13 | 8  | 17 | 55 | 61  | −6  | 47 |                                         |
| 15 | Everton                 | 38 | 13 | 9  | 16 | 40 | 51  | −11 | 40 |                                         |
| 16 | Brentford               | 38 | 10 | 9  | 19 | 56 | 65  | −9  | 39 |                                         |
| 17 | Nottingham Forest       | 38 | 9  | 9  | 20 | 49 | 67  | −18 | 32 |                                         |
| 18 | Luton Town (R)          | 38 | 6  | 8  | 24 | 52 | 85  | −33 | 26 | Xuống hạng đến EFL Championship         |
| 19 | Burnley (R)             | 38 | 5  | 9  | 24 | 41 | 78  | −37 | 24 | Xuống hạng đến EFL Championship         |
| 20 | Sheffield United (R)    | 38 | 3  | 7  | 28 | 35 | 104 | −69 | 16 | Xuống hạng đến EFL Championship         |

1. ↑  Vì đội vô địch Cúp EFL 2023-24, Liverpool, đã đủ điều kiện tham dự Champions League nên suất dành cho đội vô địch Cúp EFL (vòng play-off Conference League) được chuyển cho đội xếp thứ sáu.
2. ↑  Manchester United giành quyền tham dự vòng đấu hạng Europa League với tư cách là nhà vô địch Cúp FA 2023–24.
3. ↑  Everton bị trừ 10 điểm do vi phạm Luật Công bằng Tài chính,[105] sau đó Everton kháng cáo thành công, chỉ bị trừ 6 điểm (được cộng lại 4 điểm).[106] Ngày 8/4/2024, Everton nhận thêm án phạt trừ 2 điểm do vi phạm các quy tắc bền vững và lợi nhuận (PSR) của Premier League.[107] Tổng cộng, câu lạc bộ bị trừ 8 điểm.
4. ↑  Nottingham Forest bị trừ 4 điểm vì vi phạm các quy tắc về lợi nhuận và tính bền vững.[108] Câu lạc bộ đã kháng cáo nhưng không thành công.[109]

## Kết quả

### Tỷ số
| Nhà \ Khách             | ARS | AVL | BOU | BRE | BHA | BUR | CHE | CRY | EVE | FUL | LIV | LUT | MCI | MUN | NEW | NFO | SHU | TOT | WHU | WOL |
| ----------------------- | --- | --- | --- | --- | --- | --- | --- | --- | --- | --- | --- | --- | --- | --- | --- | --- | --- | --- | --- | --- |
| Arsenal                 | —   | 0–2 | 3–0 | 2–1 | 2–0 | 3–1 | 5–0 | 5–0 | 2–1 | 2–2 | 3–1 | 2–0 | 1–0 | 3–1 | 4–1 | 2–1 | 5–0 | 2–2 | 0–2 | 2–1 |
| Aston Villa             | 1–0 | —   | 3–1 | 3–3 | 6–1 | 3–2 | 2–2 | 3–1 | 4–0 | 3–1 | 3–3 | 3–1 | 1–0 | 1–2 | 1–3 | 4–2 | 1–1 | 0–4 | 4–1 | 2–0 |
| Bournemouth             | 0–4 | 2–2 | —   | 1–2 | 3–0 | 2–1 | 0–0 | 1–0 | 2–1 | 3–0 | 0–4 | 4–3 | 0–1 | 2–2 | 2–0 | 1–1 | 2–2 | 0–2 | 1–1 | 1–2 |
| Brentford               | 0–1 | 1–2 | 2–2 | —   | 0–0 | 3–0 | 2–2 | 1–1 | 1–3 | 0–0 | 1–4 | 3–1 | 1–3 | 1–1 | 2–4 | 3–2 | 2–0 | 2–2 | 3–2 | 1–4 |
| Brighton & Hove Albion  | 0–3 | 1–0 | 3–1 | 2–1 | —   | 1–1 | 1–2 | 4–1 | 1–1 | 1–1 | 2–2 | 4–1 | 0–4 | 0–2 | 3–1 | 1–0 | 1–1 | 4–2 | 1–3 | 0–0 |
| Burnley                 | 0–5 | 1–3 | 0–2 | 2–1 | 1–1 | —   | 1–4 | 0–2 | 0–2 | 2–2 | 0–2 | 1–1 | 0–3 | 0–1 | 1–4 | 1–2 | 5–0 | 2–5 | 1–2 | 1–1 |
| Chelsea                 | 2–2 | 0–1 | 2–1 | 0–2 | 3–2 | 2–2 | —   | 2–1 | 6–0 | 1–0 | 1–1 | 3–0 | 4–4 | 4–3 | 3–2 | 0–1 | 2–0 | 2–0 | 5–0 | 2–4 |
| Crystal Palace          | 0–1 | 5–0 | 0–2 | 3–1 | 1–1 | 3–0 | 1–3 | —   | 2–3 | 0–0 | 1–2 | 1–1 | 2–4 | 4–0 | 2–0 | 0–0 | 3–2 | 1–2 | 5–2 | 3–2 |
| Everton                 | 0–1 | 0–0 | 3–0 | 1–0 | 1–1 | 1–0 | 2–0 | 1–1 | —   | 0–1 | 2–0 | 1–2 | 1–3 | 0–3 | 3–0 | 2–0 | 1–0 | 2–2 | 1–3 | 0–1 |
| Fulham                  | 2–1 | 1–2 | 3–1 | 0–3 | 3–0 | 0–2 | 0–2 | 1–1 | 0–0 | —   | 1–3 | 1–0 | 0–4 | 0–1 | 0–1 | 5–0 | 3–1 | 3–0 | 5–0 | 3–2 |
| Liverpool               | 1–1 | 3–0 | 3–1 | 3–0 | 2–1 | 3–1 | 4–1 | 0–1 | 2–0 | 4–3 | —   | 4–1 | 1–1 | 0–0 | 4–2 | 3–0 | 3–1 | 4–2 | 3–1 | 2–0 |
| Luton Town              | 3–4 | 2–3 | 2–1 | 1–5 | 4–0 | 1–2 | 2–3 | 2–1 | 1–1 | 2–4 | 1–1 | —   | 1–2 | 1–2 | 1–0 | 1–1 | 1–3 | 0–1 | 1–2 | 1–1 |
| Manchester City         | 0–0 | 4–1 | 6–1 | 1–0 | 2–1 | 3–1 | 1–1 | 2–2 | 2–0 | 5–1 | 1–1 | 5–1 | —   | 3–1 | 1–0 | 2–0 | 2–0 | 3–3 | 3–1 | 5–1 |
| Manchester United       | 0–1 | 3–2 | 0–3 | 2–1 | 1–3 | 1–1 | 2–1 | 0–1 | 2–0 | 1–2 | 2–2 | 1–0 | 0–3 | —   | 3–2 | 3–2 | 4–2 | 2–2 | 3–0 | 1–0 |
| Newcastle United        | 1–0 | 5–1 | 2–2 | 1–0 | 1–1 | 2–0 | 4–1 | 4–0 | 1–1 | 3–0 | 1–2 | 4–4 | 2–3 | 1–0 | —   | 1–3 | 5–1 | 4–0 | 4–3 | 3–0 |
| Nottingham Forest       | 1–2 | 2–0 | 2–3 | 1–1 | 2–3 | 1–1 | 2–3 | 1–1 | 0–1 | 3–1 | 0–1 | 2–2 | 0–2 | 2–1 | 2–3 | —   | 2–1 | 0–2 | 2–0 | 2–2 |
| Sheffield United        | 0–6 | 0–5 | 1–3 | 1–0 | 0–5 | 1–4 | 2–2 | 0–1 | 2–2 | 3–3 | 0–2 | 2–3 | 1–2 | 1–2 | 0–8 | 1–3 | —   | 0–3 | 2–2 | 2–1 |
| Tottenham Hotspur       | 2–3 | 1–2 | 3–1 | 3–2 | 2–1 | 2–1 | 1–4 | 3–1 | 2–1 | 2–0 | 2–1 | 2–1 | 0–2 | 2–0 | 4–1 | 3–1 | 2–1 | —   | 1–2 | 1–2 |
| West Ham United         | 0–6 | 1–1 | 1–1 | 4–2 | 0–0 | 2–2 | 3–1 | 1–1 | 0–1 | 0–2 | 2–2 | 3–1 | 1–3 | 2–0 | 2–2 | 3–2 | 2–0 | 1–1 | —   | 3–0 |
| Wolverhampton Wanderers | 0–2 | 1–1 | 0–1 | 0–2 | 1–4 | 1–0 | 2–1 | 1–3 | 3–0 | 2–1 | 1–3 | 2–1 | 2–1 | 3–4 | 2–2 | 1–1 | 1–0 | 2–1 | 1–2 | —   |

### Bảng thắng bại
- T = Thắng, H = Hòa, B = Bại
- () = Trận đấu bị hoãn
- (T), (H), (B) = Trận đấu bù với kết quả; Trận đấu bù được ghi trong cột nào, ví dụ cột số 7 có nghĩa là đã thi đấu sau vòng 7 và trước vòng 8.

| Đội           | 1 | 2  | 3 | 4 | 5 | 6 | 7     | 8 | 9 | 10 | 11 | 12 | 13 | 14 | 15 | 16 | 17 | 18 | 19 | Đội           | 20 | 21 | 22 | 23 | 24 | 25    | 26 | 27 | 28    | 29 | 30 | 31 | 32 | 33 | 34     | 35    | 36 | 37    | 38 | Đội           |
| ------------- | - | -- | - | - | - | - | ----- | - | - | -- | -- | -- | -- | -- | -- | -- | -- | -- | -- | ------------- | -- | -- | -- | -- | -- | ----- | -- | -- | ----- | -- | -- | -- | -- | -- | ------ | ----- | -- | ----- | -- | ------------- |
| Arsenal       | T | T  | H | T | T | H | T     | T | H | T  | B  | T  | T  | T  | T  | B  | T  | H  | B  | Arsenal       | B  | T  | T  | T  | T  | T     | T  | T  | T     | () | H  | T  | T  | B  | T (T)  | T     | T  | T     | T  | Arsenal       |
| Aston Villa   | B | T  | T | B | T | T | T     | H | T | T  | B  | T  | T  | H  | T  | T  | T  | H  | B  | Aston Villa   | T  | H  | B  | T  | B  | T     | T  | T  | B     | H  | T  | B  | H  | T  | T      | H     | B  | H     | B  | Aston Villa   |
| Bournemouth   | H | B  | B | H | H | B | B     | B | B | T  | B  | T  | T  | H  | T  | T  | () | T  | T  | Bournemouth   | B  | B  | H  | H  | B  | H     | B  | T  | H (T) | () | T  | T  | B  | H  | B (T)  | T     | B  | B     | B  | Bournemouth   |
| Brentford     | H | T  | H | H | B | B | H     | B | T | T  | T  | B  | B  | T  | B  | B  | B  | () | B  | Brentford     | B  | T  | B  | B  | T  | B (B) | B  | H  | B     | B  | H  | H  | H  | T  | T      | B     | H  | T     | B  | Brentford     |
| Brighton      | T | T  | B | T | T | T | B     | H | B | H  | H  | H  | T  | B  | T  | H  | B  | H  | T  | Brighton      | H  | H  | B  | T  | B  | T     | H  | B  | T     | () | B  | H  | B  | H  | () (B) | B     | T  | H (B) | B  | Brighton      |
| Burnley       | B | () | B | B | H | B | B (T) | B | B | B  | B  | B  | B  | T  | B  | H  | B  | T  | B  | Burnley       | B  | H  | B  | H  | B  | B     | B  | B  | H     | T  | H  | H  | B  | H  | T      | H     | B  | B     | B  | Burnley       |
| Chelsea       | H | B  | T | B | H | B | T     | T | H | B  | T  | H  | B  | T  | B  | B  | T  | B  | T  | Chelsea       | T  | T  | B  | B  | T  | H     | () | H  | T     | () | H  | T  | H  | T  | () (B) | H (T) | T  | T (T) | T  | Chelsea       |
| Crystal       | T | B  | H | T | B | H | T     | H | B | B  | T  | B  | B  | H  | B  | B  | H  | H  | B  | Crystal       | T  | B  | T  | B  | B  | H     | T  | B  | H     | () | H  | B  | B  | T  | T (T)  | H     | T  | T     | T  | Crystal       |
| Everton       | B | B  | B | H | B | T | B     | T | B | T  | H  | T  | B  | T  | T  | T  | T  | B  | B  | Everton       | B  | H  | H  | H  | B  | H     | H  | B  | B     | () | B  | H  | T  | B  | T (T)  | T     | H  | T     | B  | Everton       |
| Fulham        | T | B  | H | B | T | H | B     | T | B | H  | B  | B  | T  | B  | T  | T  | B  | B  | B  | Fulham        | T  | B  | H  | H  | T  | B     | T  | T  | B     | T  | H  | B  | B  | T  | B      | H     | H  | B     | T  | Fulham        |
| Liverpool     | H | T  | T | T | T | T | B     | H | T | T  | H  | T  | H  | T  | T  | T  | H  | H  | T  | Liverpool     | T  | T  | T  | B  | T  | T     | T  | T  | H     | () | T  | T  | H  | B  | T (B)  | H     | T  | H     | T  | Liverpool     |
| Luton Town    | B | () | B | B | B | H | T (B) | B | H | B  | H  | B  | T  | B  | B  | B  | () | T  | T  | Luton Town    | B  | H  | T  | H  | B  | B     | B  | B  | H (B) | H  | B  | B  | T  | B  | B      | B     | H  | B     | B  | Luton Town    |
| Man City      | T | T  | T | T | T | T | B     | B | T | T  | T  | H  | H  | H  | B  | T  | H  | () | T  | Man City      | T  | T  | T  | T  | T  | H (T) | T  | T  | H     | () | H  | T  | T  | T  | () (T) | T     | T  | T (T) | T  | Man City      |
| Man United    | T | B  | T | B | B | T | B     | T | T | B  | T  | T  | T  | B  | T  | B  | H  | B  | T  | Man United    | B  | H  | T  | T  | T  | T     | B  | B  | T     | () | H  | B  | H  | H  | () (T) | H     | B  | B (T) | T  | Man United    |
| Newcastle     | T | B  | B | B | T | T | T     | H | T | H  | T  | B  | T  | T  | B  | B  | T  | B  | B  | Newcastle     | B  | B  | T  | H  | T  | H     | B  | T  | B     | () | T  | H  | T  | T  | () (B) | T     | T  | H (B) | T  | Newcastle     |
| Nottingham    | B | T  | B | T | H | B | H     | H | H | B  | T  | B  | B  | B  | B  | H  | B  | B  | T  | Nottingham    | T  | B  | B  | H  | B  | T     | B  | B  | B     | H  | H  | T  | B  | H  | B      | B     | T  | B     | T  | Nottingham    |
| Sheffield     | B | B  | B | H | B | B | B     | B | B | B  | T  | H  | B  | B  | B  | T  | B  | H  | B  | Sheffield     | B  | H  | B  | B  | T  | B     | B  | B  | H     | () | H  | B  | H  | B  | B (B)  | B     | B  | B     | B  | Sheffield     |
| Tottenham     | H | T  | T | T | T | H | T     | T | T | T  | B  | B  | B  | H  | B  | T  | T  | T  | B  | Tottenham     | T  | H  | T  | H  | T  | B     | () | T  | T     | B  | T  | H  | T  | B  | ()     | B (B) | B  | T (B) | T  | Tottenham     |
| West Ham      | H | T  | T | T | B | B | T     | H | B | B  | B  | T  | T  | H  | T  | B  | T  | T  | T  | West Ham      | H  | H  | H  | B  | B  | B     | T  | T  | H     | H  | B  | H  | T  | B  | B      | H     | B  | T     | B  | West Ham      |
| Wolverhampton | B | B  | T | B | B | H | T     | H | T | H  | B  | T  | B  | B  | T  | H  | B  | T  | T  | Wolverhampton | T  | H  | B  | T  | B  | T     | T  | B  | T     | () | B  | H  | B  | H  | B (B)  | T     | B  | B     | B  | Wolverhampton |
| Đội           | 1 | 2  | 3 | 4 | 5 | 6 | 7     | 8 | 9 | 10 | 11 | 12 | 13 | 14 | 15 | 16 | 17 | 18 | 19 | Đội           | 20 | 21 | 22 | 23 | 24 | 25    | 26 | 27 | 28    | 29 | 30 | 31 | 32 | 33 | 34     | 35    | 36 | 37    | 38 | Đội           |

## Thống kê mùa giải

### Ghi bàn hàng đầu
| Hạng | Cầu thủ              | Câu lạc bộ              | Số bàn thắng |
| ---- | -------------------- | ----------------------- | ------------ |
| 1    | Erling Haaland       | Manchester City         | 27           |
| 2    | Cole Palmer          | Chelsea                 | 22           |
| 3    | Alexander Isak       | Newcastle United        | 21           |
| 4    | Phil Foden           | Manchester City         | 19           |
| 4    | Dominic Solanke      | Bournemouth             | 19           |
| 4    | Ollie Watkins        | Aston Villa             | 19           |
| 7    | Mohamed Salah        | Liverpool               | 18           |
| 8    | Son Heung-min        | Tottenham Hotspur       | 17           |
| 9    | Jarrod Bowen         | West Ham United         | 16           |
| 9    | Jean-Philippe Mateta | Crystal Palace          | 16           |
| 9    | Bukayo Saka          | Arsenal                 | 16           |
| 12   | Nicolas Jackson      | Chelsea                 | 14           |
| 12   | Chris Wood           | Nottingham Forest       | 14           |
| 14   | Kai Havertz          | Arsenal                 | 13           |
| 15   | Matheus Cunha        | Wolverhampton Wanderers | 12           |
| 15   | Hwang Hee-chan       | Wolverhampton Wanderers | 12           |
| 15   | Leandro Trossard     | Arsenal                 | 12           |
| 15   | Yoane Wissa          | Brentford               | 12           |
| 19   | Julián Álvarez       | Manchester City         | 11           |
| 19   | Richarlison          | Tottenham               | 11           |
| 19   | Eberechi Eze         | Crystal Palace          | 11           |
| 19   | Anthony Gordon       | Newcastle United        | 11           |
| 19   | Carlton Morris       | Luton Town              | 11           |
| 19   | Darwin Núñez         | Liverpool               | 11           |

#### Hat-trick
- H (= Home): Sân nhà
- A (= Away): Sân khách
- 4 : ghi được 4 bàn

| Cầu thủ              | Câu lạc bộ             | Đối đầu với             | Kết quả | Thời gian            |
| -------------------- | ---------------------- | ----------------------- | ------- | -------------------- |
| Son Heung-min        | Tottenham Hotspur      | Burnley                 | 5–2 (A) | 2 tháng 9 năm 2023   |
| Erling Haaland       | Manchester City        | Fulham                  | 5–1 (H) | 2 tháng 9 năm 2023   |
| Evan Ferguson        | Brighton & Hove Albion | Newcastle United        | 3–1 (H) | 2 tháng 9 năm 2023   |
| Ollie Watkins        | Aston Villa            | Brighton & Hove Albion  | 6–1 (H) | 30 tháng 9 năm 2023  |
| Eddie Nketiah        | Arsenal                | Sheffield United        | 5–0 (H) | 28 tháng 10 năm 2023 |
| Nicolas Jackson      | Chelsea                | Tottenham Hotspur       | 4–1 (A) | 6 tháng 11 năm 2023  |
| Dominic Solanke      | Bournemouth            | Nottingham Forest       | 0-3(A)  | 23 tháng 12 năm 2023 |
| Chris Wood           | Nottingham Forest      | Newcastle               | 3–1 (A) | 26 tháng 12 năm 2023 |
| Elijah Adebayo       | Luton Town             | Brighton & Hove Albion  | 4–0 (H) | 30 tháng 1 năm 2024  |
| Phil Foden           | Manchester City        | Brentford               | 3–1 (A) | 5 tháng 2 năm 2024   |
| Jarrod Bowen         | West Ham United        | Brentford               | 4–2 (H) | 26 tháng 2 năm 2024  |
| Phil Foden           | Manchester City        | Aston Villa             | 4–1 (H) | 3 tháng 4 năm 2024   |
| Cole Palmer          | Chelsea                | Manchester United       | 4–3 (H) | 4 tháng 4 năm 2024   |
| Cole Palmer4         | Chelsea                | Everton                 | 6–0 (H) | 15 tháng 4 năm 2024  |
| Erling Haaland4      | Manchester City        | Wolverhampton Wanderers | 5–1 (H) | 4 tháng 5 năm 2024   |
| Jean-Philippe Mateta | Crystal Palace         | Aston Villa             | 5–0 (H) | 19 tháng 5 năm 2024  |

### Kiến tạo hàng đầu
| Hạng | Cầu thủ            | Câu lạc bộ              | Số kiến tạo |
| ---- | ------------------ | ----------------------- | ----------- |
| 1    | Ollie Watkins      | Aston Villa             | 13          |
| 2    | Cole Palmer        | Chelsea                 | 11          |
| 3    | Kevin De Bruyne    | Manchester City         | 10          |
| 3    | Morgan Gibbs-White | Nottingham Forest       | 10          |
| 3    | Anthony Gordon     | Newcastle               | 10          |
| 3    | Pascal Groß        | Brighton & Hove Albion  | 10          |
| 3    | Brennan Johnson    | Tottenham Hotspur       | 10          |
| 3    | Mohamed Salah      | Liverpool               | 10          |
| 3    | Son Heung-min      | Tottenham Hotspur       | 10          |
| 3    | Kieran Trippier    | Newcastle               | 10          |
| 3    | Martin Ødegaard    | Arsenal                 | 10          |
| 12   | Julián Álvarez     | Manchester City         | 9           |
| 12   | Leon Bailey        | Aston Villa             | 9           |
| 12   | Anthony Elanga     | Nottingham Forest       | 9           |
| 12   | Rodri              | Manchester City         | 9           |
| 12   | Pedro Neto         | Wolverhampton Wanderers | 9           |
| 12   | James Maddison     | Tottenham Hotspur       | 9           |
| 12   | Bernardo Silva     | Manchester City         | 9           |
| 12   | Bukayo Saka        | Arsenal                 | 9           |

### Số trận giữ sạch lưới
Tính đến ngày 19/5/2024
| Hạng | Cầu thủ           | Câu lạc bộ        | Số trận giữ sạch lưới |
| ---- | ----------------- | ----------------- | --------------------- |
| 1    | David Raya        | Arsenal           | 16                    |
| 2    | Jordan Pickford   | Everton           | 13                    |
| 3    | Bernd Leno        | Fulham            | 10                    |
| 3    | Ederson           | Manchester City   | 10                    |
| 5    | André Onana       | Manchester United | 9                     |
| 6    | Alisson           | Liverpool         | 8                     |
| 6    | Emiliano Martínez | Aston Villa       | 8                     |
| 8    | Mark Flekken      | Brentford         | 7                     |
| 8    | Neto              | Bournemouth       | 7                     |
| 8    | Guglielmo Vicario | Tottenham Hotspur | 7                     |
| 11   | Sam Johnstone     | Crystal Palace    | 6                     |

### Kỷ luật

#### Cầu thủ
- Nhận nhiều thẻ vàng nhất: 13[114]
  -  João Palhinha (Fulham)
  -  Marcos Senesi (Bournemouth)

- Nhận nhiều thẻ đỏ nhất: 2[115]
  -  Oliver McBurnie (Sheffield United)
  -  Yves Bissouma (Tottenham Hotspur)
  -  Reece James (Chelsea)

#### Câu lạc bộ
- Nhận nhiều thẻ vàng nhất: 105[116]
  - Chelsea

- Nhận ít thẻ vàng nhất: 52[116]
  - Manchester City

- Nhận nhiều thẻ đỏ nhất: 7[117]
  - Burnley

- Nhận ít thẻ đỏ nhất: 0[117]
  - Luton Town

## Giải thưởng

### Giải thưởng tháng
| Tháng    | HLV của tháng    | HLV của tháng     | Cầu thủ của tháng | Cầu thủ của tháng | Bàn thắng của tháng | Bàn thắng của tháng    | Cản phá của tháng | Cản phá của tháng | Tham khảo                       |
| Tháng    | HLV              | Đội               | Cầu thủ           | Đội               | Cầu thủ             | Đội                    | Cầu thủ           | Đội               | Tham khảo                       |
| -------- | ---------------- | ----------------- | ----------------- | ----------------- | ------------------- | ---------------------- | ----------------- | ----------------- | ------------------------------- |
| Tháng 8  | Ange Postecoglou | Tottenham Hotspur | James Maddison    | Tottenham Hotspur | Mitoma Kaoru        | Brighton & Hove Albion | Alisson           | Liverpool         | [ 118 ]                         |
| Tháng 9  | Ange Postecoglou | Tottenham Hotspur | Son Heung-min     | Tottenham Hotspur | Bruno Fernandes     | Manchester United      | Robert Sánchez    | Chelsea           | [ 119 ]                         |
| Tháng 10 | Ange Postecoglou | Tottenham Hotspur | Mohamed Salah     | Liverpool         | Saman Ghoddos       | Brentford              | Alphonse Areola   | West Ham United   | [ 120 ] [ 121 ] [ 122 ] [ 123 ] |
| Tháng 11 | Erik ten Hag     | Manchester United | Harry Maguire     | Manchester United | Alejandro Garnacho  | Manchester United      | Thomas Kaminski   | Luton Town        | [ 124 ] [ 125 ] [ 126 ] [ 127 ] |
| Tháng 12 | Unai Emery       | Aston Villa       | Dominic Solanke   | Bournemouth       | Alexis Mac Allister | Liverpool              | Wes Foderingham   | Sheffield United  | [ 128 ] [ 129 ] [ 130 ] [ 131 ] |
| Tháng 1  | Jürgen Klopp     | Liverpool         | Diogo Jota        | Liverpool         | Oscar Bobb          | Manchester City        | Jordan Pickford   | Everton           | [ 132 ] [ 133 ] [ 134 ] [ 135 ] |
| Tháng 2  | Mikel Arteta     | Arsenal           | Rasmus Højlund    | Manchester United | Kobbie Mainoo       | Manchester United      | Mark Flekken      | Brentford         | [ 136 ] [ 137 ] [ 138 ] [ 139 ] |
| Tháng 3  | Andoni Iraola    | Bournemouth       | Rodrigo Muniz     | Fulham            | Marcus Rashford     | Manchester United      | Matz Sels         | Nottingham Forest | [ 140 ] [ 141 ] [ 142 ] [ 143 ] |
| Tháng 4  | Sean Dyche       | Everton           | Cole Palmer       | Chelsea           | Cole Palmer         | Chelsea                | André Onana       | Manchester United | [ 144 ] [ 145 ] [ 146 ] [ 147 ] |

### Giải thưởng năm
| Giải thưởng                            | Người đoạt giải    | Câu lạc bộ        |
| -------------------------------------- | ------------------ | ----------------- |
| Huấn luyện viên xuất sắc nhất mùa giải | Pep Guardiola      | Manchester City   |
| Cầu thủ xuất sắc nhất mùa giải         | Phil Foden         | Manchester City   |
| Cầu thủ trẻ xuất sắc nhất mùa giải     | Cole Palmer        | Chelsea           |
| Bàn thắng đẹp nhất mùa giải            | Alejandro Garnacho | Manchester United |
| Pha cứu thua xuất sắc nhất mùa giải    | Thomas Kaminski    | Luton Town        |
| Cầu thủ xuất sắc nhất năm của FWA      | Phil Foden         | Manchester City   |